# Phillip Blond
Phillip Blond (Liverpool, 1 de marzo de 1966 (59 años) es un pensador político y teólogo anglicano inglés. Creador del think tank ResPublica.
Su libro Red Tory, publicado en 2011, apuesta por una tercera vía conservadora, para devolver el poder a la sociedad. Un compendio de ideas que proporciona por medio del think tank Res Publica al ejecutivo de Cameron.

## Obra
- Post-Secular Philosophy: Between Philosophy and Theology (London: Routledge, 1998)
- Red Tory: How Left and Right Have Broken Britain and How We Can Fix It (London: Faber, 2010)